# Proalides tentaculatus
Proalides tentaculatus är en hjuldjursart som beskrevs av de Beauchamp 1907. Proalides tentaculatus ingår i släktet Proalides och familjen Epiphanidae. Arten är reproducerande i Sverige. Inga underarter finns listade i Catalogue of Life.